# ESPT
ESPT(English Speaking Proficiency Test←영어 말하기 능력 시험)는 한국 최초의 국가공인 영어 말하기 자격시험이다. 2001년 처음으로 시험을 실시하였고, 2004년 교육인적자원부, 2009년 교육 과학 기술부 국가공인을 취득하였다. 영어를 모국어로 사용하지 않는 사람들을 대상으로 한 최초의 디지털 멀티미디어 방식의 영어 말하기 능력 평가로 특허 제 03858902에 등록되어 있다. 

## 시험방식
- 인터넷 기반 시험(Internet Based Test) : 세계 최초의 iBT 방식으로[깨진 링크(과거 내용 찾기)] 동영상을 통해 직접 수행 평가를 실시한다.
- 실전 말하기 시험(Practical Speaking Test) : 듣고 읽는 이해기능의 단순평가방식이 아닌 개인의 창의적인 생각을 말할 줄 아는 표현기능 위주의 평가방식이다. 생활의 전반에 걸친 분야에서 문제가 출제된다.
- 멀티미디어 시험(Mutimedia Test) : 멀티미디어 기술을 이용한 동영상 문제 출제 등 쌍방향 동영상 대화 방식으로 진행된다. 화상을 통해 질문자와 응시자 간의 간접 인터뷰 환경을 조성, 질문과 응답으로 시험이 진행되므로 응시자가 실제 외국인을 대면했을 때와 유사한 상황에서 시험을 본다.

## 시험유형
- 출제문항 : 일반적인 내용 및 관심사들로 구성, 영어사용 환경의 일상생활에서 흔하게 겪을 수 있는 여러 가지 다양한 상황들에 대한 언어 대처능력 중심으로 출제
- 시험유형: 언어가 사회화되어가는 과정에 있어 인간이 말을 익혀가는 순서(Linguistic Social Function)에 따라 개발
- ESPT General 9개 파트로 나뉘어 있다.
- Part 1 Yes/No Question
- Part 2 Choics Question
- Part 3 Personal information
- Part 4 Picture identification
- Part 5 Giving Direction
- Part 6 Basic Surivival Situation
- Part 7 Persuading
- Part 8 Situation Response
- Part 9 Reading Passage
- 어휘 : 3000어휘 이내

## 종류
- ESPT General : 중학생 이상과 성인을 대상으로 한다. ESPT General은 총 9개 파트, 14개 문항으로 구성되며, 난이도가 낮은 문제부터 점차 난이도가 높은 문제로 구성되어 있다. 시험 시간은 총 40분(오리엔테이션 포함)이 소요되며, 1000점 만점, 10개 등급으로 평가된다.
- ESPT Teens : 중학생을 대상으로 한다. ESPT Teens는 총 8개 파트, 17개 문항으로 구성되며, 난이도가 낮은 문제부터 점차 난이도가 높은 문제로 구성되어 있다. 시험 시간은 총 40분(오리엔테이션 포함)이 소요되며, 1000점 만점, 10개 등급으로 평가된다.
- ESPT Junior 1,2 : 초등학생을 대상으로 한다. ESPT Junior는 한국에서 시행되고 있는 교육과정의 영어 성취 기준을 바탕으로, 초등학생의 의사소통의 바탕이 되는 듣기와 말하기 능력을 정확하고 공정하게 측정하기 위해 개발된 시험이다. 이 시험 개발을 위해 ESPT R&D Center에서는 초등학교에서 사용되고 있는 다양한 종류의 교과서와 부교재를 수집/조사하여 평가의 범위(주제, 어휘, 문법구조, 언어기능)를 정하고, 상세한 기준을 세워 문항을 개발했다.

## 평가방식
1000점 만점, 10개 등급으로 구성된 절대평가방식으로, 인터뷰 평가의 주관적 편견을 배제한 객관적 평가방식이다.
- 절대평가

단순한 Level별 등급만을 측정하는 시험이 아닌 응시자의 답변을 수치화할 수 있는 점수제를 병행하며, 평가자(Rater)들의 공통된 절대적 기준을 시스템화하여 평가하므로 평가자의 주관적 개입을 최소화한 방식.
- 평가영역

주관적 채점의 개연성을 최소화하여 공정하고 신뢰성 있는 평가를 진행하기 위해 분석적 방식(Analytical Scoring)을 활용하여 이해력(Comprehension), 유창성(Fluency), 정확성(Accuracy), 발음(Pronunciation)의 4가지 영역을 측정.

## 평가 영역
주관적 채점의 개연성을 최소화하여 공정하고 신뢰성 있는 평가를 진행하기 위해 분석적 방식(Analytical Scoring)을 활용하여 이해력(Comprehension), 유창성(Fluency), 정확성(Accuracy), 발음(Pronunciation)의 4가지 영역을 측정한다.

## 같이 보기
- TOEIC
- TOEFL
- TEPS
- PELT
- TOSEL
- SNULT
- MATE